# Younis Mubarak Al-Mahaijri
Younis Mubarak Obaid Al-Mahaijri (Sur, 12 marzo 1987) è un calciatore omanita, centrocampista e capitano dell'Al-Oruba.

## Biografia
È il fratello di Ahmed Mubarak Al-Mahaijri, suo compagno di squadra all'Al-Oruba SC

## Carriera

### Club
Gioca nell'Al-Oruba SC dal 2014, dopo avervici già militato dal 2004 al 2011.

### Nazionale
Ha esordito in Nazionale nel 2006, e con essa ha collezionato 4 presenze.